# Dundee (Escòcia)
Dundee (gaèlic escocès: Dùn Dè) és la quarta ciutat més gran d'Escòcia i la 38a. més poblada del Regne Unit. Es troba a la riba nord del Fiord de Tay, que desemboca al Mar del Nord. Amb el nom de "Ciutat de Dundee", constitueix una de les 32 "council areas" utilitzades per al govern local a Escòcia.
La ciutat va esdevenir un municipi escocès en l'època medieval, i es va expandir ràpidament al segle xix degut principalment a la indústria del jute. Això, juntament amb les seves altres grans indústries li va fer guanyar el sobrenom de la "ciutat del jute, la melmelada i el periodisme".
A mitjan 2008, la població estimada de la ciutat de Dundee era de 152.320 persones. La població registrada de Dundee, va assolir un pic de 182.204 en el cens de 1971, però des de llavors ha disminuït a causa de l'emigració.
Avui dia, Dundee es promou com "Una ciutat, molts descobriments" en honor de la història de Dundee, de les activitats científiques i del RRS Discovery, el vaixell que va portar Robert Falcon Scott a explorar l'Antàrtida, que va ser construït a Dundee i ara està atracat al port de la ciutat. Les indústries biomèdiques i tecnològiques s'hi han instal·lat a partir de la dècada de 1980, i la ciutat representa ara el 10% de la indústria d'entreteniment digital al Regne Unit. Dundee té dues universitats: la Universitat de Dundee i la Universitat de Abertay Dundee. L'any 2001 es va iniciar un pla mestre de mil milions de lliures esterlines per regenerar i tornar a connectar la línia de costa al centre de la ciutat, que s'espera que estigui acabat en un període de 30 anys.